# Kölpény (Szerémség)
Kölpény, teljes nevén Szávakölpény (szerbül Купиново, Kupinovo) település Szerbiában, a Vajdaságban, a Szerémségi körzetben, Pecsince községben.

## Fekvése
Zimonytól 40 km-re délnyugatra a Száva bal partján fekszik, közigazgatásilag Pećincihez (Porpoládfalva) tartozik.

## Nevének eredete
Neve a határvédelemre behozott varég néptöredék, a kölpények nevéből származhat (ami személynévvé is vált.)

## Története
Határában állnak Kölpény várának romjai. A várat 1386-tól említik, a Macsói Bánsághoz tartozott. 1411-től a szerb despotáké, 1451-ben Hunyadi János foglalta el, de még abban az évben visszaadta Brankovics Györgynek. Ezután Brankovics Istváné és Jánosé. Itt temették el Brankovics István despotát. 1521-ben a török elfoglalta és felégette, ma csak romjai láthatók.
A falu a trianoni békeszerződésig Szerém vármegye Zimonyi járásához tartozott. 2002-ben Szávakölpény 2047 lakosából 1852 szerb és 146 cigány volt.

## Demográfiai változások
| 1948 | 1953 | 1961 | 1971 | 1981 | 1991 | 2002 |
| ---- | ---- | ---- | ---- | ---- | ---- | ---- |
| 2182 | 2162 | 2220 | 2057 | 2002 | 2009 | 2047 |